# هالووین اچ۲۰: ۲۰ سال بعد
هالووین اچ۲۰: ۲۰ سال بعد (انگلیسی: Halloween H20: 20 Years Later) فیلمی در ژانر ترسناک و اسلشر به کارگردانی استیو مینر است که در سال ۱۹۹۸ منتشر شد.

## داستان
در ۲۹ اکتبر ۱۹۹۸، مایکل مایرز به سرقت از خانه بازنشستگی دکتر سام لومیس در لنگدن، ایلینوی پرداخت. همکار سابق لومیس، ماریون چمبرز که از دکتر لومیس مراقبت می‌کرد تا زمان مرگ وی، می‌رسد و درمی یابد که پرونده لوری استرود، که گمان می‌رود در یک حادثه اتومبیل مرده است، مفقود است. مایکل قبل از اینکه با پرونده لوری از خانه خارج شود، او، همسایه نوجوانش جیمی و دوستش تونی را می‌کشد.
در سامر گلن، کالیفرنیا، لوری، برای جلوگیری از مایکل، جعل مرگ کرد، با نامی فرضی زندگی می‌کند، و به عنوان مدیر مدرسه آکادمی تپه تپه ای، یک مدرسه شبانه‌روزی خصوصی زندگی می‌کند. لوری همچنین با مشاور راهنمایی تپه تپه ویل برنان رابطه دارد. با این حال، لوری خیلی خوشحال نیست، زیرا حوادث غم‌انگیز سال ۱۹۷۸ هنوز او را آزار می‌دهد. او از ترس اینکه برادرش به جای او برگردد زندگی می‌کند

## بازیگران
- ال ال کول جی
- جاش هارتنت
- میشل ویلیامز
- جودی لین اویکیف
- آدام هان-برد
- جنت لی
- آدام آرکین
- جوزف گوردون لویت
- لیسا گی همیلتون
- جیمی لی کرتیس
- تام کین
- استیو مینر
- مت وینستون
- جان کاسینی